# Gnophos hypophana
Gnophos hypophana är en fjärilsart som beskrevs av Eugen Wehrli 1953. Gnophos hypophana ingår i släktet Gnophos och familjen mätare. Inga underarter finns listade i Catalogue of Life.